# Hawston
Hawston este un oraș din provincia Wes-Kaap, Africa de Sud.